# Henry Clay Brockmeyer

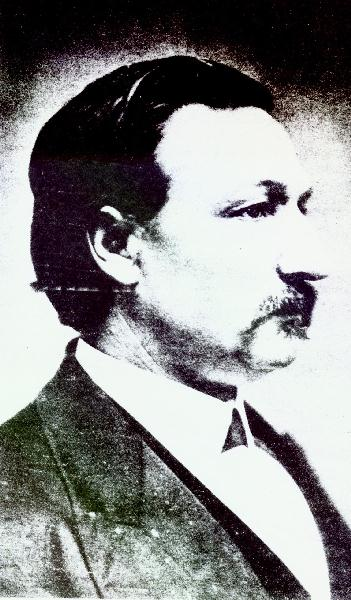
Henry C. Brockmeyer

Henry Clay Brockmeyer, auch Henry Conrad Brockmeyer, geborener Heinrich Conrad Brockmeyer (* 12. August 1826 in Petershagen-Neuenknick; † 26. Juli 1906 in St. Louis, Missouri) war ein deutsch-amerikanischer Philosoph und Vizegouverneur des US-Bundesstaates Missouri. Brockmeyer gilt als Begründer angewandter Hegelscher Philosophie in Wissenschaft, Schule, Religion und Politik der Vereinigten Staaten von Amerika. Darüber hinaus machte er sich einen Namen als demokratischer Staats- und Bundespolitiker und wurde in Missouri stellvertretender Gouverneur.

## Familie
Heinrich wurde als Sohn des Landwirts Wilhelm Brockmeyer und dessen Frau Sophie Luise, geborene von Bismarck, auf dem Gehöft Neuenknick Nr. 45 im Kirchspiel Windheim/Weser nahe der westfälischen Landesgrenze zum früheren Königreich Hannover geboren. Luise entstammte dem rheinischen Zweig der Schönhausener Linie des Geschlechts Bismarck. Der Philosoph war mit dem ersten deutschen Reichskanzler Otto Fürst von Bismarck verwandt (Cousin 3. Grades). Friedrich Wilhelm von Bismarck, württembergischer Generalleutnant, der 1816 in den württembergischen Grafenstand erhoben wird und Teilnehmer an den Napoleonischen Kriegen auf Seiten Frankreichs war, war ein Bruder seiner Mutter und sein Onkel.
Henry heiratet im Januar 1867 in St. Louis die Deutsch-Französin Julia Kienlen (1847–1924), mit der er drei Kinder hat: die Söhne Henry John und Eugene Christian, sowie die Tochter Julia Louise.

## Leben
Heinrich Brockmeyer hatte sich 1845 als 19-Jähriger unerlaubt nach Amerika abgesetzt. Er hätte im Jahre 1847 in Minden, Preußen Soldat werden müssen. Weil er sich dem jedoch durch Flucht entzogen hatte, wurde eine Fahndung nach ihm ausgeschrieben und das Besitztum der Eltern mit einer Strafe von 50 Mark belegt. Brockmeyers frühe Wege nach und in den USA liegen im Dunkeln, er taucht etwa um 1850 in St. Louis auf und hat hier zunächst als Gerber sein Brot verdient. Während der verheerenden Epidemien in Missouri und speziell in St. Louis wich der junge Mann als Handwerker nach Memphis (Tennessee) und Columbus (Mississippi) aus. Die Jahre, bis er sich in St. Louis zurückmeldete, nutzte Henry Brockmeyer, wie er sich fortan als naturalisierter Amerikaner schrieb, um auf dem Georgetown College gründlich Englisch zu lernen. Danach nahm er an der Brown University ein Studium der Philosophie auf. Zu Schul- und Studienabschlüssen kam es allerdings nicht. 1854 suchte sich Henry Brockmeyer einträgliche Jobs bei verschiedenen metallverarbeitenden Firmen in St. Louis und sparte eifrig Geld zum Kauf wissenschaftlicher Bücher und für weitere Studien. Um seine bereits angesammelten Rücklagen möglichst rasch zu vermehren, beteiligte er sich an sehr riskanten Bodenspekulationen im Außenbereich der Mississippi-Metropole und verlor dabei fast alles.

### Philosophisches Selbststudium in der Hütte
Enttäuscht zog sich Brockmeyer daraufhin in eine einsame Hütte nach Warren County (Missouri) zurück. Hier in der Wildnis begann er mit harter Selbstdisziplin unverdrossen ein philosophisches Selbststudium. Sein Idol war dabei der deutsche Theologe und Philosoph Friedrich Hegel. Ein unbändiger innerer Drang, das Gelernte und seine im Selbststudium gewonnenen Erkenntnisse an die Gesellschaft weiterzugeben, führte Brockmeyer zurück nach St. Louis, damals die bevölkerungsreichste Metropole im Mittleren Westen der USA und wo ab 1858 unter dem Namen „Washington University“ die erste Hochschule der Stadt entstand. Einer der zuerst eingestellten Hochschullehrer war William T. Harris. Dieser sollte später als Superintendent eines für die USA ungewöhnlichen, kombiniert deutsch-amerikanisch geprägtes Schulwesen in St. Louis Stadtgeschichte schreiben.

### Zurück nach St. Louis
1858 stöberte Brockmeyer in einer öffentlichen Bibliothek von St. Louis nach philosophischer Literatur. Dabei kam er mit dem ebenfalls anwesenden Professor Harris ins Gespräch. Harris fand an dem aufgeweckten, klugen jungen Mann sofort Gefallen und nahm ihn mit zu dem gerade in seiner Gründung begriffenen „Saint Louis Kant Club“. Dessen Initiatoren waren ebenso gebildete Angloamerikaner wie intellektuelle Deutsche aus der vorherrschenden Einwandererszene. Nicht lange, und Henry Brockmeyer stand hier, wie auch in der kulturellen und politischen Szene von St. Louis, mitten im Geschehen und wurde Moderator und führender Kopf dieser einflussreichen Runde. Man beschäftigte sich mit deutscher Philosophie, zunächst vorrangig mit den Werken Immanuel Kants. Und nun brachte Brockmeyer auch noch Friedrich Hegel und dessen aufregende, hochaktuellen kulturpolitischen Thesen ins Gespräch. Damit auch alle amerikanischen englischsprachigen Mitglieder des Saint Louis Kant Club Hegel lesen und verstehen können sollten, vor allem dessen berühmtes Werk über die Logik, bat William T. Harris Henry Brockmeyer, Hegel vom Deutschen ins Englische zu übersetzen. Das tat Brockmeyer mit Feuereifer – im damaligen „Frontier“ am Mississippi eine geistige Pioniertat.

### Als Offizier an der Front
Brockmeyer, der sich in seiner westfälischen Heimat dem Wehrdienst entzogen hatte, hat als überzeugter Gegner der Sklavenhaltung und Bewohner des Bundesstaates Missouri auf Seiten der Nordstaaten ganz selbstverständlich am Bürgerkrieg teilgenommen. "Brock" stellte dafür eine eigene Einheit (59th Regiment, Enrolled Missouri Militia Infantry, Company A) auf und diente der Armee als Offizier, zuletzt als Oberstleutnant. Bittere Kriegserfahrungen und die damit verbundene Auflösung aller staatlichen Ordnung machten aus dem zuvor eher liberalen Henry Brockmeyer einen entschiedenen Befürworter eines deutlich gestärkten Bundesparlaments, nebst starker Exekutive in Washington, D.C. Dennoch unterstützte der überzeugte Parteigänger der Union Präsident Abraham Lincoln nicht. Er ist auch in die Bürgerkriegs-Literatur eingegangen – durch die Novelle „The Rebel’s Daughter“ aus der Feder seines Freundes John G. Woerner. Und zwar als „Professor Rauhenfels“ – ein extrem „harter Knochen“, wie es wörtlich übersetzt heißt.

### Für die Demokraten im Staatsparlament
Bereits 1862 war Brockmeyer Mitglied der Demokraten und Abgeordneter im Repräsentantenhaus von Missouri. Am 16. Januar 1864 hatte er auf den Stufen des Missouri State Capitol in Jefferson City als spontaner Redner einen spektakulären Auftritt. Seine öffentliche Aufforderung an die versammelten Staatspolitiker: „Unterstützt und stärkt unsere Bundespolitik, jedoch nicht Abraham Lincoln!“ Mit diesen und anderen politischen Aktionen verschaffte sich Henry Brockmeyer bei der Bevölkerung von St. Louis auf breiter Ebene politische Reputation. Das Jahr 1866, der Bürgerkrieg war vorbei, die allgemeine Verwirrung und Unordnung groß. Besonders im geistig-kulturellen und dem politischen Zusammenleben. Der aus dem Krieg unversehrt heimgekehrte Brockmeyer ergriff die Initiative und eröffnete mit Gleichgesinnten die geradezu berühmt gewordene „Saint Louis Philosophical Society“. Kein Wunder, dass man ihn 1871 in den Senat seines Staates wählte, dem er bis 1875 angehörte und in dem er Vorsitzender des Justizausschusses wurde. 1875 nahm Brockmeyer an der konstituierenden Versammlung des neugewählten Missouri-Parlaments teil. 1876 erreichte der Ex-Westfale Henry Brockmeyer mit der Wahl zum Vizegouverneur von Missouri sein bis hierher höchstes politisches Amt in der „Neuen Welt“. Ein Jahr später wurde er als „acting governor“, also amtierender Ministerpräsident, aufgeführt.

### Rückzug in die Wildnis Oklahomas
Ende der 1870er Jahre zog sich Henry Brockmeyer aus dem Capitol in Jefferson City und der Politik zurück. Ähnlich wie viele seiner alten Weggefährten von den „Saint Louis Hegelians“ war ihm die neue politische Klasse in Staats- und Bundespolitik zuwider. Enttäuscht zog er sich zurück – diesmal in das ferne kaum besiedelte Oklahoma, um hier in Frieden und in seiner Erinnerung an das vermeintliche „Goldene Zeitalter Amerikas“ zu leben. Als Tatsache überliefert ist, dass der Mann aus Westfalen sich sozial und mitmenschlich hingebungsvoll um die bedauernswerten notleidenden Indianer in Wildwest Oklahoma kümmerte, dabei jedoch unbeirrt weiter Hegel studierte.

## Tod

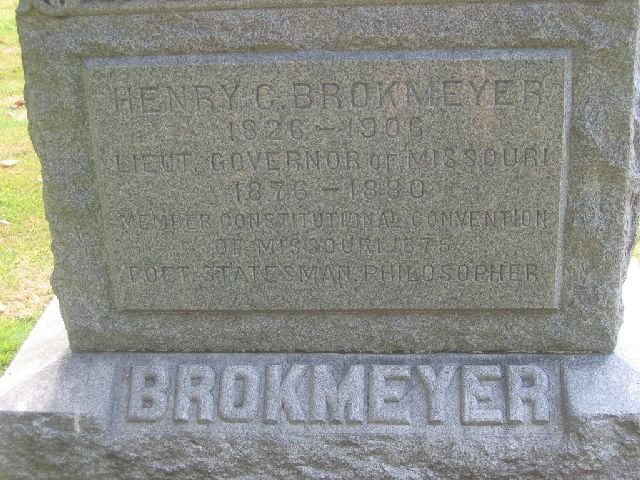

Am 26. Juli 1906 starb Henry Brockmeyer. Sein Grab befindet sich auf dem Bellefontaine Cemetery in St. Louis. Sein heute noch vorhandener Grabstein trägt den Namen Henry Brockmeyer mit dem Zusatz „Dichter – Staatsmann – Philosoph“. Brockmeyer ging in die US-Literatur ein. Unter den zahlreichen Veröffentlichungen des wissenschaftlichen Autodidakten Henry Brockmeyer gilt seine Novelle „Mechanic’s Diary“ (Handwerker-Tagebuch) als versteckte Autobiographie des in den USA berühmt gewordenen Westfalen.

## Quelle
„Westfalen in Amerika“ von Friedrich Schütte